# Big Lake (Minnesota)
Big Lake es una ciudad ubicada en el condado de Sherburne en el estado estadounidense de Minnesota. En el Censo de 2010 tenía una población de 10060 habitantes y una densidad poblacional de 495,18 personas por km².

## Historia
El lago Big Lake se llamó originalmente Humboldt hasta 1867. Originalmente el asentamiento se estableció para recolectar hielo en los lagos cercanos, el Big Lake y lago Mitchell. 
Debido a la abundante cantidad de hielo que el lago Big Lake proporcionaba, era necesario transportarlo rápidamente, lo que permitió que el poblado Big Lake fuera adecuado para una estación de ferrocarril, construida en 1871. Big Lake contaba con el servicio de Great Northern Railway y Northern Pacific Railroad, posteriormente Burlington Northern Railroad y actualmente BNSF Railway.

## Geografía
Big Lake se encuentra ubicada en las coordenadas 45°20′33″N 93°44′35″O / 45.34250, -93.74306. Según la Oficina del Censo de los Estados Unidos, Big Lake tiene una superficie total de 20.32 km², de la cual 17.89 km² corresponden a tierra firme y (11.96%) 2.43 km² es agua. Una parte de la ciudad se encuentra a lo largo del río Elk .
El lago que da nombre a la ciudad alguna vez fue una parte importante de la economía de Twin Cities, ya que en los días previos a los refrigeradores modernos, gran parte del hielo para las neveras del area metropolitanas se extraía desde el lago Big Lake.
Hay una conexión con el lago Mitchell mediante un pequeño canal en el lado norte de Big Lake.

## Demografía
Según el censo de 2010, había 10060 personas residiendo en Big Lake. La densidad de población era de 495,18 hab./km². De los 10060 habitantes, Big Lake estaba compuesto por el 92.45% blancos, el 1.75% eran afroamericanos, el 0.43% eran amerindios, el 1.2% eran asiáticos, el 0.01% eran isleños del Pacífico, el 1.56% eran de otras razas y el 2.6% pertenecían a dos o más razas. Del total de la población el 3.69% eran hispanos o latinos de cualquier raza.